# Mycena diosma

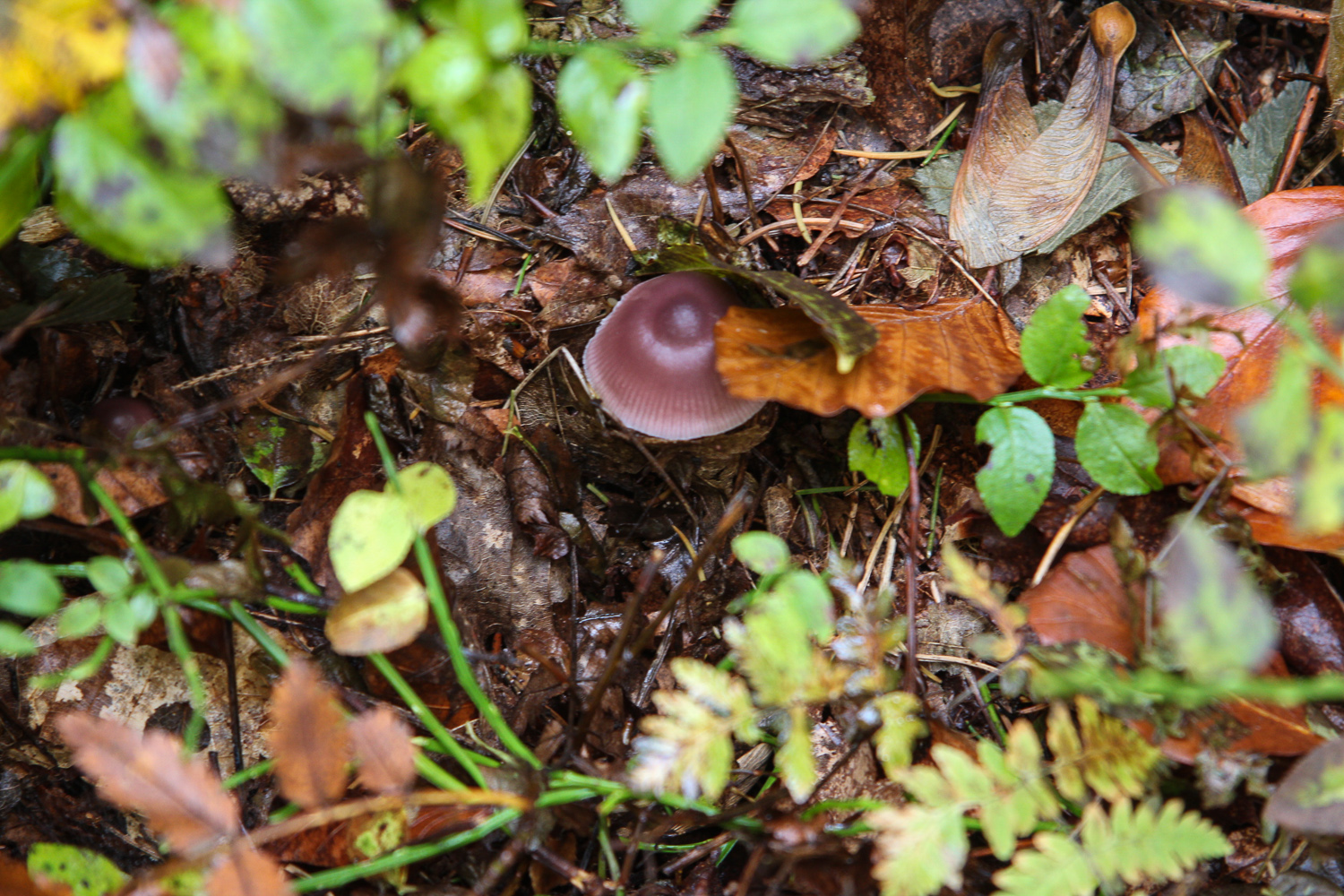

Mycena diosma Krieglst. & Schwöbel – gatunek grzybów z rodziny grzybówkowatych (Mycenaceae).

## Systematyka i nazewnictwo
Pozycja w klasyfikacji według Index Fungorum: Mycena, Mycenaceae, Agaricales, Agaricomycetidae, Agaricomycetes, Agaricomycotina, Basidiomycota, Fungi.
Po raz pierwszy takson ten opisali w 1982 r. German Josef Krieglsteiner i H. Schwöbel. W 2020 r. C. Hahn przeniósł go do rodzaju Prunulus jako Prunulus diosmus, ten rodzaj jednak według Index Fungorum jest synonimem rodzaju Mycena.

## Morfologia
Kapelusz
Średnica 15–45 mm, początkowo dzwonkowaty, potem przechodzący w płytko stożkowaty, zwykle z dość małym garbkiem i wzniesioną strefą koncentryczną w pobliżu brzegu lub w połowie wierzchołka, prześwitująco prążkowany, higrofaniczny. Powierzchnia gładka, naga, w stanie wilgotnym nieco tłusto-błyszcząca, u młodych okazów ciemnobrązowawo-fioletowado czerwonawo-fioletowej (z wyjątkiem garbka, który jest wodnistoszary-fioletowy lub nawet ochrowy), potem przechodząca w blado słomkowo-żółto-fioletową, bladoszarawofioletową lub blado szaro-różową, z brązowawymi odcieniami lub bez, garbek często stają się brudnobiały i kontrastuje ze strefą koncentryczną i brzegiem, które dłużej zachowują swój pierwotny kolor.
Blaszki
W liczbie 24–32(–36) dochodzące do trzonu, wąsko przyrośnięte, gładkie do żyłkowanych. Są tej samej barwy co kapelusz, ale z wiekiem stają się bardziej purpurowobrązowe do czerwonobrązowych. Krawędź wypukła, lekko zerodowana, biaława.
Trzon
Wysokość 40–80(–110) mm, grubość 1,5–4,5(–6) mm, pusty, pełny, kruchy, cylindryczny, nieco rozszerzony w dolnej części, prosty. Powierzchnia na samym wierzchołku mniej lub bardziej owłosiona, poza tym gładka, naga i błyszcząca, w kolorze młodego kapelusza, z wiekiem coraz bardziej brązowa (do ciemnobrązowej), podstawa pokryta długimi, grubymi, pogiętymi, żółtawymi włóknami.
Miąższ
Cienki, o rzodkiewkowym smaku i słodkawym zapachu podobnym do zapachu zapach drewnianego pudełka po cygarach, ale po przecięciu lub stłuczeniu zapach staje się rzodkiewkowy.
Cechy mikroskopowe
Podstawki 24–30 × 6,5–7 μm, smukłe, maczugowate, 4-zarodnikowe, ze sterygmami o długości 5,5–7 μm. Zarodniki 7,4–9,8 × 3,6–5,4 μm, w kształcie czopka o nieco nieregularnym kształcie, gładkie, amyloidalne. Cheilocystydy 22,5–60(-80) x 3,5–20 μm, tworzące sterylną krawędź, maczugowate, wrzecionowate lub cylindryczne do bardziej nieregularnych, gładkie. Pleurocystydy nieliczne, podobne. Trama blaszek dekstrynoidalna. SSkórka kapelusza zbudowana ze strzępek o szerokości 1,5–2,5 μm, gładkich, nie osadzone w galaretowatej substancji. Strzępki warstwy korowej trzonu mają szerokość 1,5–3 μm i gładką powierzchnię, kaulocystydy o szerokości 3,5–10,5 μm, smukłe, maczugowate do cylindrycznych, gładkie. Sprzążki obecne we wszystkich strzępkach.
Gatunki podobne
Mycena diosma została opisana jako odrębny gatunek, ale bardzo podobna jest grzybówka fioletowawa Mycena pura. Opisując M. diosma jako odrębny gatunek, Krieglsteiner i Schwöbel zwrócili uwagę na jego żywe kolory, zwłaszcza na blaszkach, oraz specyficzny zapach. Nie znaleźli jednak żadnej istotnej mikroskopowej różnicy między M. diosma i M. pura. Badania filogenetyczne przeprowadzone w 2020 r. przez Hardera i in. (2010) wyraźnie jednak wykazały, że M. diosma to odrębny gatunek. Podane przez Krieglsteinera i Schwöbela cechy morfologiczne nie umożliwiają pewnego rozróżnienia tych gatunków. Można go rozpoznać morfologicznie (nie zawsze) na podstawie kombinacji cech: amyloidalne zarodniki i budowa pleurocystyd. Zapach i kolor blaszek to tylko cechy wspierające diagnozę

## Występowanie i siedlisko
W Europie podano liczne stanowiska Mycena diosma, poza nią pojedyncze w Ameryce Północnej, Azji i Afryce. Brak go w opracowanym w 2003 r. przez Władysława Wojewodę zestawieniu wielkoowocnikowych grzybów podstawkowych Polski, ale jego stanowiska podano w latach późniejszych.
Grzyb saprotroficzny. Występuje głównie w lasach bukowych na wapiennym podłożu, ale spotykany również z innymi drzewami, zarówno w lasach liściastych, jak i iglastych. Owocniki zwykle kępkami.